# Мунчелу (Алба)
Мунчелу (рум. Muncelu) — село у повіті Алба в Румунії. Адміністративно підпорядковане місту Бая-де-Арієш.
Село розташоване на відстані 309 км на північний захід від Бухареста, 41 км на північний захід від Алба-Юлії, 51 км на південний захід від Клуж-Напоки.

## Населення
За даними перепису населення 2002 року у селі проживали 400 осіб, з них 399 осіб (99,8%) румунів. Рідною мовою 399 осіб (99,8%) назвали румунську.